# Nibelúnguidas
Los nibelúnguidas o nivelónidas son una familia de la nobleza franca descendiente de Childebrando, hijo de Pipino de Heristal y hermano de Carlos Martel. Toma su nombre de la frecuencia dentro de ella, del primer nombre germánico Nibelungo, cuya forma francesa es Nivelón (del latín: Nebulones). Nibelungo significa hijo de la nube o de la bruma. Este primer nombre lo llevó, en particular, Nibelungo I, hijo de Childebrando. Esta familia se extendía por Borgoña y Picardía.
Los descendientes inmediatos de Childebrando ocuparon el condado de Vexin en el siglo IX. Las relaciones entre los diversos Childebrandos y Nibelungos del período rara vez están atestiguadas en fuentes primarias, lo que deja a los genealogistas, prosopógrafos y onomásticos la posibilidad de reconstruir las posibles líneas de descendencia. Se ha sugerido que estaban relacionados con la familia de Guillermo I de Tolosa y con los condes de Autun, de los que pudo haber descendido Ringard, la esposa de Pipino II de Aquitania.

## Genealogía
Los primeros nibelúnguidas fueron patrocinadores de la continuación de la Crónica de Fredegario, lo que se indica en el énfasis austrasiano y arnúlfida en su continuación, a diferencia de la perspectiva borgoñona de la crónica original.
La genealogía de la familia es poco conocida. Fue objeto de investigación por Léon Levillain que elaboró unaa genealogía, retomada por Pierre Riché.